# 広島県道374号羽和泉室町線
広島県道374号羽和泉室町線（ひろしまけんどう374ごう はわいずみむろまちせん）は、広島県三原市を通る一般県道である。

## 概要
三原市久井町泉から三原市久井町坂井原に至る。路線名称にある羽和泉とは1954年（昭和29年）3月30日まで存在した御調郡の村（村内の大字である羽倉・和草・泉の頭文字を取って命名）の名称であり、室町とは三原市久井町坂井原の小字である。

### 路線データ
- 起点：三原市久井町和草（広島県道154号大和久井線交点）
- 終点：三原市久井町坂井原（広島県道25号三原東城線交点）
- 総延長：6.9 km

## 地理

### 通過する自治体
- 三原市

### 交差する道路
| 交差する道路              | 交差する場所 | 交差する場所 |
| ------------------------- | ------------ | ------------ |
| 広島県道154号大和久井線   | 久井町和草   | 起点         |
| 広島県道345号上徳良久井線 | 久井町和草   |              |
| 広島県道25号三原東城線    | 久井町坂井原 | 終点         |

### 沿線
- 三原市役所 久井支所